# Kenyentulus monlongensis
Kenyentulus monlongensis är en urinsektsart som beskrevs av Yin 1983. Kenyentulus monlongensis ingår i släktet Kenyentulus och familjen lönntrevfotingar. Inga underarter finns listade i Catalogue of Life.